# Системна динаміка

Динамічна діаграма «Виведення на ринок нового продукту»

Системна динаміка — напрям у вивченні складних систем, що досліджує їх поводження в часі та в залежності від структури елементів системи, взаємодію між ними. У тому числі: причинно-наслідкових зв'язків, петель зворотних зв'язків, затримок реакції, впливу середовища та інших. Особлива увага приділяється комп'ютерному моделювання таких систем.

## Історія
Системна динаміка була створена в середині 1950-х років Джеєм Форрестером з МТІ. Його первісною метою було застосувати науковий та інженерний досвід до з'ясування фундаментальних причин успіху і провалу корпорацій. Виникнення ідей, які привели до створення системної динаміки, було спричинені його співпрацею з компанією General Electric протягом 1950-х. У той час менеджери GE були спантеличені зміною числа робітників на одному із заводів в Кентуккі, середній період роботи яких становив три роки. Бізнес-цикли були визнані недостатнім поясненням цих коливань. Шляхом ручного прорахунку структурної моделі заводу, що включала організаційну модель прийняття рішень про найм і звільнення працівників, Форрестер зумів показати, що нестабільність числа робітників була викликана внутрішньою структурою фірми і не була обумовлена ніякими зовнішніми чинниками, такими як бізнес-цикли. Ця робота послужила початком системної динаміки.
Протягом кінця 1950-х і початку 1960-х Форрестер з командою аспірантів просунув системну динаміку від ручних обчислень до формального комп'ютерного моделювання. Навесні 1958 Річард Беннет створив першу мову моделювання методом системної динаміки, названу ним SIMPLE (Simulation of Industrial Management Problems with Lots of Equations або Моделювання Проблем Промислового Менеджменту Сукупністю Рівнянь). У 1959 Філліс Фокс і Олександр Пух написали першу версію DYNAMO (DYNAmic MOdels), покращену версію SIMPLE, внаслідок чого мова системної динаміки стала промисловим стандартом на наступні тридцять років. У 1961 році Форрестер опублікував першу книгу «Індустріальна динаміка», яка згодом стала класичною книгою з системної динаміки.
До кінця 1960-х системна динаміка застосовувалася виключно щодо корпоративно-управлінським проблем. Проте в 1968 році відбулася зустріч Форрестера з Джоном Коллінзом, колишнім мером Бостона, в результаті чого була написана книга «Динаміка міста», яка розкриває застосування методу до моделювання міста як динамічної системи.
Незабаром після цього виникла ще одна область застосування системної динаміки. У 1970 року Форрестер був запрошений на зустріч Римського клубу у Берні, Швейцарія. Римський клуб — організація, діяльність якої полягає в прогнозуванні шляхів розвитку людства і виявлення можливих кризових ситуацій, наприклад глобальної кризи, викликаного обмеженими ресурсами Землі в поєднанні з експоненціально зростаючим населенням. На цій зустрічі Форрестеру було поставлено питання про можливість застосування до моделювання системної динаміки людства. Його відповідь, природно, була позитивною. В літаку, на шляху додому, Форрестер накидав першу схему моделі світової соціо-економічної системи. Цю модель він назвав WORLD1. Після повернення в США Форрестер доопрацював цю модель до візиту членів Римського клубу в массачусетському технологічному інституті. Остання модель, описана в книзі «Світова динаміка», відома як WORLD2.

## Елементи моделі
Системно-динамічна модель складається з набору абстрактних елементів, що представляють певні властивості модельованої системи. Виділяються наступні типи елементів:
- Рівні — характеризують накопичені значення величин всередині системи. Це можуть бути товари на складі, товари в дорозі, банківська готівку, виробничі площі, чисельність працюючих. Рівні застосовуються не лише до фізичних величин. Наприклад, рівень обізнаності є суттєвою при прийнятті рішення. Рівні задоволення, оптимізму і негативних очікувань впливають на економічну поведінку. Рівні представляють собою значення змінних, накопичені в результаті різниці між вхідними та вихідними потоками. На діаграмі зображуються прямокутниками.
- Потоки — швидкість зміни рівнів. Наприклад, потоки матеріалів, замовлень, грошових коштів, робочої сили, обладнання, інформації. Зображуються суцільними стрілками.
- Функції рішень (вентилі) — функції потоків залежно від рівнів. Функція рішення може мати форму простого рівняння, що визначає реакцію потоку на стан одного або двох рівнів. Наприклад, продуктивність транспортної системи може бути виражена кількістю товарів у шляху (рівень) і константою (запізнювання на час транспортування). Більш складний приклад: рішення про наймання робітників може бути пов'язано з наявною робочою силою, середнім темпом надходження замовлень, числом працівників, що проходять курс навчання, числом новоприйнятих працівників, заборгованості по невиконаних замовлень, рівню запасів, наявності обладнання та матеріалів. Зображуються двома трикутниками у вигляді метелика.
- Канали інформації, що з'єднують вентилі з рівнями. Зображуються штриховими стрілками.
- Лінії затримки (запізнювання) — служать для імітації затримки потоків. Характеризуються параметрами середнього запізнення і типом несталою реакції. Другий параметр характеризує відгук елемента на зміну вхідного сигналу. Різні типи ліній затримки мають різний динамічний відгук.
- Допоміжні змінні — розташовуються в каналах інформації між рівнями та функціями рішень і визначають деяку функцію. Зображуються колом.

## Принципи побудови моделей
Соціально-економічна система може бути описана безліччю системно-динамічних моделей. Вибір факторів, що підлягають включенню в модель, обумовлений тими питаннями, на які має бути обов'язково надана відповідь. Однак, в загальному випадку не можна обмежувати базу побудови моделі якої-небудь наукової дисципліною. Слід включати в модель технічні, правові, організаційні, економічні, психологічні, трудові, грошові та історичні фактори. Всі вони повинні знайти своє місце при визначенні взаємодії елементів системи. Будь-який чинник може чинити вирішальний вплив на поведінку системи.
Як правило, найважливіші моделі, що відповідають запитам управління, включають від 30 до 3000 змінних. Нижня межа близька до того мінімуму, який відображає основні типи поведінки системи, що цікавлять тих, хто приймає рішення. Верхня межа обмежується нашими можливостями сприйняття системи і всіх її взаємозв'язків.
Слід приділяти особливу увагу таким аспектам досліджуваної системи, як:
- часові залежності,
- посилення,
- спотворення інформації.

При побудові моделі її змінні повинні відповідати змінним модельованої системи і вимірюватися в тих же одиницях. Наприклад, потоки товарів повинні вимірюватися натуральними, а не грошовими одиницями. Потоки грошових коштів розглядаються окремо. Товарні і грошові показники пов'язуються цінами. Не можна представляти товари у вигляді відповідних грошових сум, інакше не буде враховано значення цін і той факт, що рух грошей не синхронно руху товарів. Замовлення на товари не є товарами, відвантажені товари не рівнозначні рахунками до оплати, а останні не рівнозначні грошовими коштами.
У моделі економічної системи слід використовувати фактичні ціни, а не наведені або індексовані. Фактичні ціни та їх коливання викликають важливі психологічні наслідки, наприклад, при встановленні величини заробітної плати.
Системно-динамічна модель не обов'язково повинна бути стійкою. Серед існуючих соціально-економічних систем деякі нестійкі в математичному розумінні. Вони не прагнуть до стану рівноваги навіть при відсутності зовнішніх збурень. Соціальні системи у вищій ступеня нелінейні і велику частину часу протидіють обмеженням, пов'язаних з нестачею робочої сили, скороченням грошових ресурсів, подоланням інфляції, спадом ділової активності, недоліком засобів виробництва.

## См. також
- Динамічна система
- Агентне моделювання